# Фотий (Савваидис)
Митрополи́т Фо́тий (греч. Μητροπολίτης Φώτιος, в миру Дими́триос Савваи́дис, греч. Δημήτριος Σαββαΐδης; 21 апреля 1924, Халкидон, Стамбул, Турция — 24 июня 2007) — епископ Константинопольской православной церкви, старец-митрополит Ираклийский, ипертим и экзарх всей Фриакии и Македонии.

## Биография
Родился 21 апреля 1924 года в районе Халкидон, в Стамбуле. В 1942 году окончил Патриаршем Великую школу нации. Окончил Стамбульский университет, где изучал юриспруденцию и всемирную историю.
6 февраля 1945 года митрополитом Халкидонским Максимом (Вапорцисом) рукоположен в сан диакона.
В 1946 году окончил обучение в Богословской школе на Халки и до 1959 года служил архидиаконом в Халкидоне.
28 июня 1959 года рукоположен в сан епископа Траллейского, викария Халкидонской митрополии.
12 сентября 1972 года избран митрополитом Имврийским и Тенедским, ипертимом и экзархом Эгейского моря.
Под его управлением находились 11 общин на Имвросе и одна на Тенедосе, которые окормляли такое же число клириков. 
Είναι μέλος της συνοδικής επιτροπής των οικονομικών, της κανονικής επιτροπής και της επιτροπής «επί των εν τω Εξωτερικώ Επαρχιών του Θρόνου και επί της Ορθοδόξου Ιεραποστολής».
5 сентября 2002 года избран митрополитом Ираклийским.
Скончался 24 июня 2007 года. 27 июня состоялись его отпевание и похороны.